# Megadytes ducalis
Megadytes ducalis là một loài bọ cánh cứng thuộc họ Dytiscidae. Nó là loài đặc hữu của Brasil.